# Вокс (политичка странка)
Вокс (лат. Vox — „глас, говор”) шпанска је крајње десничарска политичка странка основана 17. децембра 2013. године, а коју су основали бивши чланови Народне странке (НС). Странка се описује као десничарска, десничарско популистичка или крајње десничарска.

## Историја
Вокс је основан 17. децембра 2013. године и јавно је представљен на конференцији за медије у Мадриду 16. јануара 2014. године. Разлози за раскол у НС су највјероватније начин на који се влада НС поставила по питању насиља баскијске сепаратистичке скупине ЕТА, фискалне политике НС и жеља за централизованијом владом што је у супротности са тренутном, квазифедералним политичким системом („Држава аутономија”) који је успостављен 1978. године. Вокс се противи баскијским и католонском сепаратизму уопште. Вокс себе представља као десничарку и демохришћанску странку. Први привремени предсједавајући странке био је филозоф Хосе Луис Гонзалес Кирос (био је привремени до унутарстраначких избора крајем 2014). Други познатији чланови су Сантијаго Абаскал и Хосе Антонио Оретега Лара (познат по томе што је више година био киднапован од стране ЕТА).
Вокс је по први пут учествовао на изборима 2014. године, и то на Европском парламентарним изборима, на којима није освојио ниједно мјесто у Европском парламенту.
У септембру 2014. године странка је изабрала Сантијага Абаскала, једног од оснивача, за новог предсједника, а Ивана Еспиноса, такође један од оснивача, на дужност генералног секретара. Изабрано је и једанаест чланова Националног извршног комитета.
У јесен 2017. године број чланова странке порастао је за 20% за четрдесет дана као посљедица терористичког напада у Барселони и каталонског поступка независности.
Након каталонског референдума 2017. и почетка шпанске уставне кризе, Вокс се одлучује да не учествује на регионалним изборима у Каталонији 2017. Након каталонског проглашења независности, странка је тужила Католонски парламент и још неколико политичара који су се залагали за каталонску независност.
Вокс је 10. септембра 2018. године независног посланика (који је напустио скупштинску групу НС) у Скупштини Андалузије као члана странке. Странка је 2. децембра 2018. године на регионалним изборима у Андалузији освојила 12 посланичких мјеста, чиме је странка по први пут ушла у регионални парламент.

## Идеологија
Вокс заузима „став за живот” по питању абортуса и противи се истополним браковима, јер сматра да је шпанска ријеч за брак, „matrimonio”, етимолошки не одговара истополним паровима. Вакс настоји да створи нову врсту заједнице, под називом „цивилна заједница”, која би замијенила истополне бракове.
Почевши са фокусом на економски либералне ставове и приједлоге рецентрализације, фокус њихове поруке помјерио се према ставовима компатибилним са европским десничарским популизмом, подржавајући антиисламске и антиимиграционе дискурсе као и критике мултикултурализма. Њихов поглед на Европску унију јесте меки евроскептицизам, тврдећи да Шпанија не треба уступати свој суверенитет ЕУ, јер сматрају да Шпанија свој суверенитет води само из шпанског народа. Међутим, они предлажу уклањање шпанских аутономних заједница, негирајући суверенитет осталих националности и регионалних идентитета у Шпанији.

## Изборни резултат

### Конгрес посланика
| Конгрес посланика |          |                |       |           |                   |
| Избори            | Мандати  | Гласови        | %     | Статус    | Вођа              |
| 2015.             | 0 / 350  | 58.114 (#15)   | 0,23  | N/A       | Сантијаго Абаскал |
| 2016.             | 0 / 350  | 47.182 (#13)   | 0,20  | N/A       | Сантијаго Абаскал |
| 2019.             | 24 / 350 | 2.654.200 (#5) | 10,26 | Опозиција | Сантијаго Абаскал |

### Сенат
| Сенат  |         |                   |
| Избори | Мандати | Вођа              |
| 2015.  | 0 / 208 | Сантијаго Абаскал |
| 2016.  | 0 / 208 | Сантијаго Абаскал |

### Европски парламент
| Европски парламент |         |               |      |
| Избори             | Мандати | Гласови       | %    |
| 2014.              | 0 / 54  | 246.833 (#11) | 1,57 |

### Регионални парламенти
| Избори            | Мандати  | Гласови      | %     | Статус |
| ----------------- | -------- | ------------ | ----- | ------ |
| Андалузија (2018) | 12 / 109 | 395.978 (#5) | 10,97 |        |